# NGC 2481
NGC 2481 è una galassia lenticolare situata nella costellazione dei Gemelli, a una distanza di circa 113 milioni di anni luce dalla nostra Via Lattea.

## Scoperta
La galassia è stata scoperta il 28 febbraio 1785 dall'astronomo britannico di origine tedesca William Herschel.

## Gruppo di UGC 4054
NGC 2481 fa parte di un piccolo gruppo di galassie composto da tre membri, il Gruppo di UGC 4054. UGC 4054 è la galassia di dimensioni maggiori, mentre NGC 2481 è la più luminosa. L'altra galassia del trio è NGC 2480.
NGC 2480 e NGC 2481 formano una coppia di galassie che sono probabilmente in interazione gravitazionale. Sono infatti separate da una breve distanza, anche se nelle immagini non si vedono segni di deformazione reciproca.